# Гінсдейл (Монтана)
Гінсдейл (англ. Hinsdale) — переписна місцевість (CDP) в США, в окрузі Веллі штату Монтана. Населення — 193 особи (2020).

## Географія
Гінсдейл розташований за координатами 48°24′17″ пн. ш. 107°5′13″ зх. д. / 48.40472° пн. ш. 107.08694° зх. д. (48.404783, -107.086867).  За даними Бюро перепису населення США в 2010 році переписна місцевість мала площу 17,26 км², з яких 16,75 км² — суходіл та 0,50 км² — водойми.

## Демографія
Згідно з переписом 2010 року, у переписній місцевості мешкало 217 осіб у 99 домогосподарствах у складі 73 родин. Густота населення становила 13 особи/км².  Було 130 помешкань (8/км²).
Расовий склад населення:
| - 96,3 % — білих - 1,4 % — корінних американців |

До двох чи більше рас належало 2,3 %. Частка іспаномовних становила 0,9 % від усіх жителів.
За віковим діапазоном населення розподілялося таким чином: 20,3 % — особи молодші 18 років, 53,9 % — особи у віці 18—64 років, 25,8 % — особи у віці 65 років та старші. Медіана віку мешканця становила 53,8 року. На 100 осіб жіночої статі у переписній місцевості припадало 104,7 чоловіків;  на 100 жінок у віці від 18 років та старших — 103,5 чоловіків також старших 18 років.
Середній дохід на одне домашнє господарство  становив 50 851 долар США (медіана — 48 750), а середній дохід на одну сім'ю — 59 716 доларів (медіана — 52 083). За межею бідності перебувало 6,2 % осіб, у тому числі 0,0 % дітей у віці до 18 років та 2,6 % осіб у віці 65 років та старших.
Цивільне працевлаштоване населення становило 97 осіб. Основні галузі зайнятості: освіта, охорона здоров'я та соціальна допомога — 30,9 %, транспорт — 14,4 %, мистецтво, розваги та відпочинок — 14,4 %.